# De neger zingt
De neger zingt is een bloemlezing van gedichten afkomstig van Afro-Amerikanen; vertaald en bewerkt door Jan Eekhout. De eerste druk verscheen in 1920.
De aanleiding voor dit werk was dat aan het einde van de 19e eeuw steeds meer interesse in inheemse culturen ontstond. Deze interesse was vaak te danken aan  Koloniale Tentoonstellingen en aan de schilderkunst. Op het gebied van de Afro-Amerikaanse dichtkunst (of zoals men het destijds noemde: de Negerdichtkunst of Negerlyriek) bleef men echter sterk achter. Terwijl juist de Afrocultuur, door jazz- en negrospirituals, steeds bekender werd.

## Inhoud
Het boekje telt 66 pagina's en is opgedeeld in drie delen: Spirituals, I, too, am America, en Blues. Het eerste gedeelte bestaat uit vijf gedichten van onbekende dichters, het tweede gedeelte bevat 48 gedichten, en het derde gedeelte telt zes gedichten.

Tot slot heeft de samensteller een bijlage ingevoegd waar enkele biografische gegevens worden weergegeven.
Het grootste deel van het boekje wordt gedomineerd door het werk van Langston Hughes. Andere bekende namen zijn Sterling A. Brown, Claude Mckay en Frank Horne. Het was ook voor het eerst dat een groot deel van deze dichters in het Nederlands werden vertaald.

## Drukgeschiedenis
De neger zingt : Amerikaansche negerlyriek is uitgegeven in 1920 (1ste druk), 1936 (2de druk) en in 1939 (3de druk) door  Uitgeversmaatschappij Holland te Amsterdam.

## Trivia
- Vertaler en samensteller Jan Eekhout werd in 1938 lid van de NSB.